# Xinpo (köpinghuvudort i Kina, Hainan Sheng, lat 19,77, long 110,37)
Xinpo är en köpinghuvudort i Kina. Den ligger i provinsen Hainan, i den södra delen av landet, omkring 30 kilometer söder om provinshuvudstaden Haikou. Antalet invånare är 30 318. Befolkningen består av 14 719 kvinnor och 15 599 män. Barn under 15 år utgör 22,0 %, vuxna 15-64 år 68 %, och äldre över 65 år 9,0 %.
Runt Xinpo är det tätbefolkat, med 343 invånare per kvadratkilometer. Närmaste större samhälle är Dongshan, 14,1 km väster om Xinpo. I omgivningarna runt Xinpo växer huvudsakligen savannskog.
Genomsnittlig årsnederbörd är 2 382 millimeter. Den regnigaste månaden är juli, med i genomsnitt 350 mm nederbörd, och den torraste är januari, med 21 mm nederbörd.